# Jixi Xingkaihu Airport
Jixi Xingkaihu Airport (kinesiska: 鸡西兴凯湖机场) är en flygplats i Kina. Den ligger i provinsen Heilongjiang, i den nordöstra delen av landet, omkring 340 kilometer öster om provinshuvudstaden Harbin.
Runt Jixi Xingkaihu Airport är det tätbefolkat, med 476 invånare per kvadratkilometer. Närmaste större samhälle är Jixi, 1,6 km nordost om Jixi Xingkaihu Airport. Trakten runt Jixi Xingkaihu Airport består till största delen av jordbruksmark.
Genomsnittlig årsnederbörd är 855 millimeter. Den regnigaste månaden är juli, med i genomsnitt 176 mm nederbörd, och den torraste är januari, med 4 mm nederbörd.